# Nadrzewnik bananowy
Nadrzewnik bananowy (Dendromus messorius) – gatunek ssaka z podrodziny nadrzewników (Dendromurinae) w obrębie rodziny malgaszomyszowatych (Nesomyidae), występujący w Afryce Środkowej i w Sahelu.

## Zasięg występowania
Nadrzewnik bananowy występuje w rozłączonych populacjach w Ghanie, Togo, Beninie, południowo-wschodniej Nigerii, Kamerunie, skrajnym południowym Sudanie Południowym, północno-wschodniej Demokratycznej Republice Konga, południowo-wschodniej Ugandzie i zachodniej Kenii; granice zasięgu niepewne.

## Taksonomia
Gatunek po raz pierwszy zgodnie z zasadami nazewnictwa binominalnego opisał w 1903 roku angielski zoolog Oldfield Thomas nadając mu nazwę Dendromys messorius. Holotyp pochodził z Efulen, w Bulu, w Kamerunie.
Bywał łączony z występującym sympatrycznie nadrzewnikiem kasztanowym (Dendromus mystacalis). Ma on podobny wygląd, ale jest większy i ma jednolicie biały brzuch. Oba gatunki mogą być blisko spokrewnione z południowoafrykańskim nadrzewnikiem bagiennym (Dendromus mesomelas). Może to być kompleks blisko spokrewnionych gatunków. Pilnie potrzebna jest rewizja taksonomiczna. Autorzy Illustrated Checklist of the Mammals of the World uznają ten takson za gatunek monotypowy.

### Etymologia
- Dendromus (Dendromys): gr. δενδρον dendron „drzewo”; μυς mus, μυος muos „mysz”[10].
- messorius: łac. messorius „żniwiarski”, od messor, messoris „żniwiarz”[11].

## Wygląd
Długość ciała (bez ogona) 57–70 mm, długość ogona 78–95 mm, długość ucha 11–14 mm, długość tylnej stopy 16–20 mm; masa ciała 7–10 g. Jest to bardzo mały, smukły nadrzewnik. Ogon jest dłuższy niż reszta ciała (stanowi ok. 140% długości). Sierść na grzbiecie i głowie jest rudobrązowa, na bokach bledsza; włosy są ciemnoszare w trzech czwartych długości od nasady, z rudobrązową pozostałą częścią. Brzuch jest cały biały, wyraźnie oddzielony kolorystycznie od boków; także wargi, policzki, gardło i pierś są białe. Uszy są względnie duże.

## Biologia
Nadrzewnik bananowy występuje na wyżynnych terenach trawiastych, na pograniczu obszarów porośniętych przez wilgotny las równikowy i sawannę. Prowadzi nocny tryb życia. W Kongu stwierdzono, że buduje gniazda z liści bananowca, ukryte między świeżymi liśćmi rośliny, choć znajdowano także gniazda w wysokiej trawie i krzakach. Każde zajmowało jedno dorosłe zwierzę. Żywi się pokarmem roślinnym.

## Populacja
Międzynarodowa Unia Ochrony Przyrody uznaje nadrzewnika bananowego za gatunek najmniejszej troski. Nie są znane zagrożenia dla gatunku, jest on szeroko rozpowszechniony i prawdopodobnie żyje w kilku obszarach chronionych.